# 武松酒
武松酒，是清河县出产的一种白酒。

## 沿革
源于1970年当地成立的国营酒厂清河县酒厂，当地人沈延坤、王金福、武希树负责筹建，借用原牛屯酒厂的小烧锅、冷却器等简陋设备，在临清酒厂的大力支持下，用薯干粉渣作原料制作白酒。武松酒乃以红高粱为主料，用小麦制成的大曲为糖化发酵剂，经地缸发酵等工艺酿成的浓香型白酒。现产品包括武松家、武松宴、和武松源三大系列。